# John Peverall
John Peverall (ur. 1931 w Londynie, zm. 3 października 2009) – brytyjski producent filmowy.
Laureat Oscara 1979 w kategorii: najlepszy film za Łowcę jeleni (wspólnie z Michaelem Cimino, Barrym Spikingsem i Michaelem Deeleyem). Jako asystent reżysera pracował przy filmach takich jak: Pies Baskerville'ów (1959) czy Mumia (1959). Jego drugą żoną była aktorka Hersha Parady.